# Dobjuk ki anyut a vonatból!
A Dobjuk ki anyut a vonatból! (eredeti cím: Throw Momma from the Train) 1987-ben bemutatott amerikai sötét komédia, melynek rendezője és főszereplője Danny DeVito. Mellette fontosabb szerepekben Billy Crystal, Anne Ramsey, Rob Reiner, Branford Marsalis, Kim Greist és Kate Mulgrew tűnik fel. A történet alapjául Alfred Hitchcock Idegenek a vonaton (1951) című thrillere szolgált, melynek egyes jelenetei a filmben is láthatóak.
A film főszereplője két férfi, akik kettős gyilkosságot terveznek: a tökéletes alibi kedvéért úgy döntenek, kölcsönösen végeznek a másik fél számára nemkívánatos személlyel.
Bár az 1987. december 11-én bemutatott vígjáték kritikai fogadtatása megosztott volt, bevétel szempontjából sikert aratott. A kritikusok kiemelték Anne Ramsey alakítását, aki legjobb női főszereplő kategóriában egy Oscar- és egy Golden Globe-jelölés mellett egy Szaturnusz-díjat nyert. Danny DeVitót szintén Golden Globe-ra jelölték, mint legjobb férfi főszereplőt.

## Cselekmény
Larry Donner író (Billy Crystal) a volt felesége, Margaret (Kate Mulgrew) iránt érzett sértettsége miatt írói válságban szenved. Az asszony ugyanis férje helyett aratta le a kritikai és anyagi babérokat, sajátjaként megjelentetve Larry egyik kéziratát. Az anyagi gondokkal küszködő Larry egy közösségi főiskolán kezd el irodalmat tanítani, ahol egyik tanítványa Owen Lift (Danny DeVito). A középkorú, félénk férfi még mindig zsarnokoskodó, nehéz természetű és paranoid édesanyjával (Anne Ramsey) él. Owen az anyja megöléséről ábrándozik, de képtelen végrehajtani a gyilkosságot. Larrytől azt a tanácsot kapja, nézze meg Alfred Hitchcock egyik filmjét, ezzel betekintést nyerve a rendező gyilkossági történeteinek felépítésébe. Az Idegenek a vonaton című krimire esik a választása – ebben két, egymásnak idegen férfi követ el emberölést a másik kedvéért, mert így nem hozhatóak kapcsolatba az áldozattal és nem terelődhet rájuk a gyanú, tökéletes alibire téve szert. Miután tanúja lesz Larry nyilvános kirohanásának, melyben ex-felesége halálát kívánja, Owen tervet eszel ki Margaret megölésére, abban a hitben, hogy cserébe Larry is megöli majd édesanyját.
Owen követi Margaretet Hawaiira és egy sétahajóra és le akarja lökni őt a fedélzetről. Hawaiiról visszatérve közli Larryvel Margaret halálhírét és úgy véli, Larry tartozik neki egy szívességgel – különben értesíti a rendőrséget Larry tettéről. Larry a nő eltűnése idején egyedül iszogatott egy tengerparton, ezért pánikba esik, hiszen nincs alibije: mivel azt hiszi, ő az elsőszámú gyanúsított, bujkálni kezd a rendőrség elől. Owennél és Mrs. Liftnél húzza meg magát, akit eleinte annak kegyetlen viselkedése ellenére sem képes megölni, de idővel betelik Larrynél a pohár és beleegyezik a gyilkosságba. Két sikertelen gyilkossági kísérlet után Larry elmenekül, miután Mrs. Lift felismeri őt a hírekben, mint gyanúsítottat Margaret eltűnésének ügyében. A férfi egy Mexikóba tartó vonatra száll fel, de legnagyobb meglepetésére Lifték is követik, így nem kell hazudniuk róla a rendőrségnek. Utazás közben Larry türelme végképp elfogy Mrs. Lift iránt és gyilkos dühvel követni kezdi a vonaton. Owen meggondolja magát és anyja megmentésére siet. A kialakuló küzdelemben Mrs. Lift kis híján kizuhan a vonatból, de Owen és a bűnbánó Larry megmenti. Mrs. Lift hálás a fiának, amiért megmentette az életét, de Larryt megrúgja, a férfi pedig a sínekre esik.
A kórházban Larry megtudja, Margaret életben van: véletlenül zuhant le a fedélzetről, egy polinéz halász kimentette a vízből, majd a nő úgy döntött, hozzámegy feleségül. Larry legnagyobb bosszúságára Margaret több millió dollárért akarja eladni megmenekülésének megfilmesítési jogait. Egy betegtársa tanácsára Larry megszabadul a volt felesége iránti megszállottságától és inkább a saját életére összpontosít. Könyvet tervez írni a saját történetéről, ezzel újból ihletet kapva az írói munkához. Egy évvel később Larry befejezi az Owennel és Mrs. Lifttel történt találkozásáról szóló regényét, és a "Dobjuk ki anyut a vonatból" címet adja neki. Owen meglátogatja és elmondja neki, hogy édesanyja természetes körülmények között elhunyt és Owen most New Yorkba utazik, a saját könyvét publikálni. Larry feldühödik, mikor megtudja, Owen könyve is a közös kalandjaikról szól és megpróbálja megfojtani vetélytársát. Owen azonban megmutatja neki a könyvét, ami egy gyerekeknek szánt kihajtós mesekönyv – a történetet is drasztikusan megváltoztatta, alkalmazkodva a célcsoporthoz. Pár hónappal később Larry, Owen és Larry barátnője, Beth együtt nyaral Hawaiin. Larry és Owen könyve is bestseller lett, sikeres írókká és jó barátokká téve őket.

## Szereplők
| Színész           | Szerep               | Magyar szinkronhang    | Magyar szinkronhang                   | Magyar szinkronhang    |
| Színész           | Szerep               | - 1. változat - (1989) | - 2. változat - (1997 és 2002 között) | - 3. változat - (2008) |
| ----------------- | -------------------- | ---------------------- | ------------------------------------- | ---------------------- |
| Billy Crystal     | Larry Donner         | Epres Attila           | Józsa Imre                            | Dányi Krisztián        |
| Danny DeVito      | Owen Lift            | Harkányi Endre         | Harkányi Endre                        | Háda János             |
| Anne Ramsey       | Mrs. "Mama" Lift     | Tábori Nóra            | Halász Aranka                         | Bessenyei Emma         |
| Kim Greist        | Beth Ryan            | Hegyi Barbara          | Spilák Klára                          | Csampisz Ildikó        |
| Kate Mulgrew      | Margaret Donner      | Ráckevei Anna          | Frajt Edit                            | Orosz Helga            |
| Branford Marsalis | Lester               | Háda János             | Crespo Rodrigo                        | Szokol Péter           |
| Rob Reiner        | Joel (Larry ügynöke) | Papp János             | Maros Gábor                           |                        |
| Bruce Kirby       | DeBenedetto nyomozó  | Pataky Imre            | Szokolay Ottó                         | Berzsenyi Zoltán       |
| Joey Depinto      | őrmester             | Orosz István           | Harmath Imre                          | Harmath Imre           |
| Annie Ross        | Mrs. Hazeltine       | Tímár Éva              | Tóth Judit                            | Sáfár Anikó            |
| Raye Birk         | Pinsky               | Konter László          | Cs. Németh Lajos                      | Breyer Zoltán          |
| Olivia Brown      | Ms. Gladstone        | Radó Denise            | Zakariás Éva                          | Dudás Eszter           |
| Oprah Winfrey     | önmaga               | Szabó Éva              | Réti Szilvia                          |                        |
| Farley Granger    | Guy Haines           | Bardóczy Attila        | Szőke Zoltán                          | Barbinek Péter         |
| Robert Walker     | Bruno Anthony        | Perlaki István         | R. Kárpáti Péter                      | Tarján Péter           |

## A film készítése
Danny DeVito csak úgy vállalta el Owen főszerepét, ha a rendezés jogát is megkapja. Larry Brezner producer ebbe beleegyezett, így ez lett DeVito első mozifilmes rendezése. A forgatás 1987. április 13-án kezdődött és június 30-án fejeződött be Los Angelesben. Anne Ramsey több kaszkadőrjelenetét maga hajtotta végre, bár a forgatás előtt súlyos műtéti beavatkozáson esett át.
Az Orion Pictures felkereste a Warner Bros.-t, hogy engedélyt kapjon az általa forgalmazott Idegenek a vonaton című film jeleneteinek felhasználásához. A Warner Bros. eleinte vonakodott, de miután cserébe engedélyt kaptak az Orion által forgalmazott Arthur folytatásának elkészítéséhez (mely 1988-ban került mozikba Arthur 2. címmel), sikerült egyezséget kötniük az Orionnal. Irving Gordon dalszerző, a "Mama from the Train (A Kiss, A Kiss)" című sláger szerzője beperelte az Oriont a dal címének felhasználása miatt. Gordon később ejtette a vádakat és peren kívül megegyezett a stúdióval.

## Fogadtatás

### Bevételi adatok
A filmet a nyitóhétvégén 1477 filmszínházban mutatták be, 7 318 878 amerikai dollárt termelt és ezzel bevételi szempontból az első helyen végzett. Az Amerikai Egyesült Államokban összesen 57 915 972 millió dolláros bevételt ért el.

### Kritikai visszhang
A Dobjuk ki anyut a vonatból! kritikai fogadtatása vegyes volt. A Rotten Tomatoes weboldalon 35 kritika alapján 63%-os értékelést kapott. Az oldal összegzése bírálta DeVito rendezését, de dicsérte a két férfi főszereplő közti kémiát a filmvásznon.

### Díjak és jelölések
| Díj              | Kategória                                           | Jelölt       | Eredmény |
| ---------------- | --------------------------------------------------- | ------------ | -------- |
| Oscar-díj        | Legjobb női mellékszereplő                          | Anne Ramsey  | Jelölve  |
| Szaturnusz-díj   | Legjobb női mellékszereplő                          | Anne Ramsey  | Elnyerte |
| Golden Globe-díj | Legjobb női mellékszereplő                          | Anne Ramsey  | Jelölve  |
| Golden Globe-díj | Legjobb férfi főszereplő – zenés film vagy vígjáték | Danny DeVito | Jelölve  |

## Fordítás
- Ez a szócikk részben vagy egészben  a   Throw Momma from the Train című angol Wikipédia-szócikk fordításán alapul.  Az eredeti cikk szerkesztőit annak laptörténete sorolja fel. Ez a jelzés csupán a megfogalmazás eredetét és a szerzői jogokat jelzi, nem szolgál a cikkben szereplő információk forrásmegjelöléseként.